# 外纳镇
外纳镇，是中华人民共和国甘肃省陇南市武都区下辖的一个乡镇级行政单位。
2014年，甘肃省民政厅批复同意撤销外纳乡，设立外纳镇。

## 行政区划
外纳镇下辖以下地区：
曹家坝村、外纳村、宗家坝村、锦坪村、关方村、艾下村、桃树坪村、周家山村、沟渠村、稻畦村、立亭村、张河坝村、椒元村、崖角村、透防村、甘山村、安宁村、银坪村和板仓村。